# Liste des monuments historiques de Mulhouse
Ce tableau présente la liste de tous les monuments historiques de Mulhouse (Haut-Rhin), classés ou inscrits.

## Monuments historiques
Selon la base Mérimée, il y a 34 monuments historiques à Mulhouse, inscrits ou classés.
| Monument | Adresse                                                                      | Coordonnées                      | Notice         | Protection     | Date      | Illustration |
| --- | ---------------------------------------------------------------------------- | -------------------------------- | -------------- | -------------- | --------- | --- |
| Bains municipaux établissement (avec boiseries, ferronneries, vitraux, luminaires, sols, dispositifs techniques), bâtiment annexe avec chaudière à vapeur                                                 | 7, rue Pierre-et-Marie-Curie                                                 | 47° 45′ 02″ nord, 7° 20′ 06″ est | « PA68000050 » | Inscrit        | 2008      | Bains municipauxétablissement (avec boiseries, ferronneries, vitraux, luminaires, sols, dispositifs techniques), bâtiment annexe avec chaudière à vapeur                                                 |
| Bâtiment annulaire extérieurs, huisseries des portes et fenêtres, halls d'entrée, escaliers | 5-14, rue Auguste-Wicky                                                      | 47° 44′ 39″ nord, 7° 20′ 26″ est | « PA68000047 » | Inscrit        | 2006      | Bâtiment annulaireextérieurs, huisseries des portes et fenêtres, halls d'entrée, escaliers |
| Bollwerk (tour de Cochon) tour | Rue de Metz                                                                  | 47° 44′ 55″ nord, 7° 20′ 32″ est | « PA00085527 » | Classé         | 1898      | Bollwerk (tour de Cochon)tour |
| Chapelle Saint-Jean chapelle | Rue Saint-Jean                                                               | 47° 44′ 45″ nord, 7° 19′ 54″ est | « PA00085523 » | Classé         | 1893      | Chapelle Saint-Jeanchapelle |
| Cour des Chaînes - façades, toitures, tourelle d'escalier, vestiges du mur d'enceinte, chemin de ronde - couloir et pièce sud-ouest avec décor peint                                                      | 11-13-15, rue des Franciscains                                               | 47° 44′ 52″ nord, 7° 20′ 02″ est | « PA00085524 » | Inscrit Classé | 1981 1988 | Cour des Chaînes- façades, toitures, tourelle d'escalier, vestiges du mur d'enceinte, chemin de ronde- couloir et pièce sud-ouest avec décor peint                                                       |
| Cour de Lorraine façade et toiture sur rue, deux escaliers avec cage et rampe | 21, rue des Franciscains                                                     | 47° 44′ 53″ nord, 7° 20′ 05″ est | « PA00085525 » | Inscrit        | 1981      | Cour de Lorrainefaçade et toiture sur rue, deux escaliers avec cage et rampe |
| Église Sainte-Jeanne-d'Arc église | 77, rue Vauban                                                               | 47° 45′ 32″ nord, 7° 20′ 30″ est | « PA00085759 » | Inscrit        | 1990      | Église Sainte-Jeanne-d'Arcéglise |
| Église médiévale Saint-Étienne vestiges archéologiques | Place de la Réunion                                                          | 47° 44′ 48″ nord, 7° 20′ 18″ est | « PA00085782 » | Inscrit        | 1992      | Image manquante Téléverser |
| Église Saint-Étienne église avec huisseries | 14, rue de la Sinne                                                          | 47° 44′ 37″ nord, 7° 20′ 12″ est | « PA68000049 » | Inscrit        | 2007      | Église Saint-Étienneéglise avec huisseries |
| Hôtel de ville - bâtiment sauf parties classées - façades, toitures, salle du conseil, passage sur rue, salles à baies tiercées, armoire forte, porte aux armes                                           | 2, place de la Réunion                                                       | 47° 44′ 48″ nord, 7° 20′ 21″ est | « PA00085528 » | Inscrit Classé | 1929 1961 | Hôtel de ville- bâtiment sauf parties classées- façades, toitures, salle du conseil, passage sur rue, salles à baies tiercées, armoire forte, porte aux armes                                            |
| Immeuble façades, toitures, retour sur rue | 1, rue du Havre 12, rue du Maréchal-Joffre                                   | 47° 44′ 44″ nord, 7° 20′ 33″ est | « PA00085532 » | Inscrit        | 1986      | Immeublefaçades, toitures, retour sur rue |
| Immeuble façades, toitures, retour sur rue | 10, avenue du Maréchal-Joffre Rue du Havre                                   | 47° 44′ 43″ nord, 7° 20′ 34″ est | « PA00085541 » | Inscrit        | 1986      | Immeublefaçades, toitures, retour sur rue |
| Immeuble façade, toitures, retour sur rue | 11, avenue du Maréchal-Foch Rue du Havre                                     | 47° 44′ 43″ nord, 7° 20′ 31″ est | « PA00085536 » | Inscrit        | 1986      | Immeublefaçade, toitures, retour sur rue |
| Immeuble façades, toitures | 13, avenue du Maréchal-Foch                                                  | 47° 44′ 43″ nord, 7° 20′ 31″ est | « PA00085537 » | Inscrit        | 1986      | Immeublefaçades, toitures |
| Immeuble façades, toitures | 14, avenue du Maréchal-Joffre                                                | 47° 44′ 44″ nord, 7° 20′ 32″ est | « PA00085542 » | Inscrit        | 1986      | Immeublefaçades, toitures |
| Immeuble façades, toitures | 15, avenue du Maréchal-Foch                                                  | 47° 44′ 43″ nord, 7° 20′ 30″ est | « PA00085538 » | Inscrit        | 1986      | Immeublefaçades, toitures |
| Immeuble façades, toitures | 16, avenue du Maréchal-Joffre                                                | 47° 44′ 44″ nord, 7° 20′ 32″ est | « PA00085543 » | Inscrit        | 1986      | Immeublefaçades, toitures |
| Immeuble façades, toitures, retours sur rues | 17, avenue du Maréchal-Foch 4, place de la République Rue Wilson             | 47° 44′ 44″ nord, 7° 20′ 30″ est | « PA00085539 » | Inscrit        | 1986      | Immeublefaçades, toitures, retours sur rues |
| Immeuble façade et toiture sur rue | 44, rue des Franciscains                                                     | 47° 44′ 53″ nord, 7° 20′ 09″ est | « PA00085531 » | Inscrit        | 1985      | Immeublefaçade et toiture sur rue |
| Immeubles façades, toitures, retours sur rues | 46-48 avenue Clemenceau 27, rue Wilson place de la République                | 47° 44′ 44″ nord, 7° 20′ 28″ est | « PA00085530 » | Inscrit        | 1986      | Immeublesfaçades, toitures, retours sur rues |
| Immeuble façades, toitures, retour sur rue | 5, avenue du Maréchal-Foch Rue de la Bourse                                  | 47° 44′ 40″ nord, 7° 20′ 32″ est | « PA00085533 » | Inscrit        | 1986      | Immeublefaçades, toitures, retour sur rue |
| Immeuble façades, toitures, retours sur rues | 6, place de la République 18-20, rue du Maréchal-Joffre Rue Poincaré         | 47° 44′ 45″ nord, 7° 20′ 31″ est | « PA00085544 » | Inscrit        | 1986      | Immeublefaçades, toitures, retours sur rues |
| Immeubles façades, toitures, retour sur rue | 6-8, avenue du Maréchal-Joffre Rue de la Bourse                              | 47° 44′ 43″ nord, 7° 20′ 36″ est | « PA00085540 » | Inscrit        | 1986      | Immeublesfaçades, toitures, retour sur rue |
| Immeubles (société industrielle de Mulhouse) façades, toitures, retours sur rues | 6-8-10-12 rue de la Bourse Rue du Maréchal-Joffre Avenue du Maréchal-Foch    | 47° 44′ 41″ nord, 7° 20′ 35″ est | « PA00085529 » | Inscrit        | 1986      | Immeubles (société industrielle de Mulhouse)façades, toitures, retours sur rues |
| Immeuble façades, toitures | 7, avenue du Maréchal-Foch                                                   | 47° 44′ 41″ nord, 7° 20′ 32″ est | « PA00085534 » | Inscrit        | 1986      | Immeublefaçades, toitures |
| Immeuble façades, toitures, retours sur rues | 8, place de la République Rue Poincaré Rue du Maréchal-de-Lattre-de-Tassigny | 47° 44′ 46″ nord, 7° 20′ 31″ est | « PA00085545 » | Inscrit        | 1986      | Immeublefaçades, toitures, retours sur rues |
| Immeuble façades, toitures, retour sur rue | 9, avenue du Maréchal-Foch Rue du Havre                                      | 47° 44′ 42″ nord, 7° 20′ 31″ est | « PA00085535 » | Inscrit        | 1986      | Immeublefaçades, toitures, retour sur rue |
| Maison Mieg - façade, toiture - façades et toitures sur cour, intérieurs, décors anciens | 11, place de la Réunion                                                      | 47° 44′ 48″ nord, 7° 20′ 19″ est | « PA00085546 » | Inscrit        | 1929 1994 | Maison Mieg- façade, toiture- façades et toitures sur cour, intérieurs, décors anciens |
| Schweissdissi statue monumentale avec piédestal | Rue du Tivoli                                                                | 47° 44′ 34″ nord, 7° 20′ 53″ est | « PA68000054 » | Inscrit        | 2008      | Schweissdissistatue monumentale avec piédestal |
| Synagogue synagogue | 19, rue de la Synagogue                                                      | 47° 44′ 42″ nord, 7° 20′ 02″ est | « PA00085547 » | Inscrit        | 1984      | Synagoguesynagogue |
| Temple Saint-Étienne temple | 6, place de la Réunion                                                       | 47° 44′ 50″ nord, 7° 20′ 20″ est | « PA00085526 » | Classé         | 1995      | Temple Saint-Étiennetemple |
| Tour du Diable tour | Rue de la Tour du Diable                                                     | 47° 44′ 37″ nord, 7° 19′ 50″ est | « PA00085548 » | Inscrit        | 1929      | Tour du Diabletour |
| Tribunal de grande instance façade principale avec attique, hall d'entrée, escalier d'honneur avec cage                                                                                                   | 21, avenue Robert-Schuman                                                    | 47° 45′ 09″ nord, 7° 20′ 32″ est | « PA00085780 » | Inscrit        | 1992      | Tribunal de grande instancefaçade principale avec attique, hall d'entrée, escalier d'honneur avec cage                                                                                                   |
| Tribunal d'instance façades, toitures, portes cochères, hall d'entrée, escalier principal avec cage, escaliers secondaires avec cage, couloirs, ancienne salle des Assises, ancienne salle des Prudhommes | 44, avenue Robert-Schuman                                                    | 47° 45′ 11″ nord, 7° 20′ 40″ est | « PA00085549 » | Inscrit        | 1987      | Tribunal d'instancefaçades, toitures, portes cochères, hall d'entrée, escalier principal avec cage, escaliers secondaires avec cage, couloirs, ancienne salle des Assises, ancienne salle des Prudhommes |
| Usine DMC réfectoire | 13, rue de Pfastatt                                                          | 47° 44′ 59″ nord, 7° 18′ 57″ est | « PA68000064 » | Inscrit        | 2015      | Usine DMCréfectoire |

## Mobiliers historiques
Selon la base Palissy, il y a 24 objets monuments historiques à Mulhouse.
| Monument historique                                                                    | Localisation                                                        | Protection | Date de la protection | Référence            | Photo |
| -------------------------------------------------------------------------------------- | ------------------------------------------------------------------- | ---------- | --------------------- | -------------------- | ----- |
| statue : Putto de la tombe d'Emile Hubner                                              | cimetière                                                           | inscrit    | 1995                  | Notice no PM68001501 |       |
| 2 portes                                                                               | édifice industriel                                                  | classé     | 1984                  | Notice no PM68000487 |       |
| garniture d'autel : chandeliers d'autel, croix d'autel                                 | église catholique du Sacré-Cœur                                     | classé     | 2004                  | Notice no PM68000827 |       |
| calice, ciboire et ostensoir                                                           | église catholique du Sacré-Cœur                                     | classé     | 2004                  | Notice no PM68000826 |       |
| tableau : Immaculée Conception                                                         | église paroissiale Saint-Barthélémy                                 | classé     | 1988                  | Notice no PM68000543 |       |
| verrières                                                                              | église paroissiale Saint-Étienne, actuellement temple de luthériens | classé     | 1921                  | Notice no PM68000246 |       |
| statue : Christ en croix (Le)                                                          | église paroissiale Sainte-Marie-Auxiliatrice                        | classé     | 1995                  | Notice no PM68000727 |       |
| orgue de tribune                                                                       | église protestante Saint-Jean                                       | classé     | 1992                  | Notice no PM68000906 |       |
| orgue de tribune : buffet d'orgue                                                      | église protestante Saint-Jean                                       | classé     | 1992                  | Notice no PM68000664 |       |
| tableau : La Crucifixion                                                               | église protestante de Luthériens Saint-Martin                       | inscrit    | 1995                  | Notice no PM68001455 |       |
| tableau : Nativité et Adoration des Bergers                                            | église protestante de Luthériens Saint-Martin                       | inscrit    | 1995                  | Notice no PM68001454 |       |
| tableau : Jésus au Jardin des oliviers                                                 | église protestante de Luthériens Saint-Martin                       | inscrit    | 1995                  | Notice no PM68001453 |       |
| lambris de demi-revêtement                                                             | hôtel de ville                                                      | classé     | 1961                  | Notice no PM68000248 |       |
| peintures murales (décor intérieur)                                                    | hôtel de ville                                                      | classé     | 1961                  | Notice no PM68000247 |       |
| 426 voitures automobiles de la collection Schlumpf                                     | musée de l'automobile                                               | classé     | 1978                  | Notice no PM68000249 |       |
| wagon 101 Unimétal, à bogies, à voie normale, SZ YWF 504 121                           | musée français du chemin de fer                                     | classé     | 1993                  | Notice no PM68000675 |       |
| orgue de tribune : partie instrumentale de l'orgue                                     | synagogue                                                           | inscrit    | 1985                  | Notice no PM68000908 |       |
| orgue de tribune                                                                       | synagogue                                                           | inscrit    | 1985                  | Notice no PM68000907 |       |
| monument funéraire : monument sépulcral du Baron Frédéric Louis Waldner de Freundstein | temple réformé Saint-Étienne                                        | inscrit    | 1995                  | Notice no PM68001452 |       |
| stalles du Petit Conseil                                                               | temple réformé Saint-Étienne                                        | inscrit    | 1995                  | Notice no PM68001451 |       |
| cloche du tocsin                                                                       | temple réformé Saint-Étienne                                        | inscrit    | 1995                  | Notice no PM68001450 |       |
| monument funéraire : monument sépulcral du pasteur Jean-Georges Salathé                | temple réformé Saint-Étienne                                        | inscrit    | 1995                  | Notice no PM68001449 |       |
| monument funéraire : monument sépulcral de Gaspard de Hohenfirst mort en 1613          | temple réformé Saint-Étienne                                        | inscrit    | 1995                  | Notice no PM68001448 |       |
| monument funéraire : monument sépulcral du pasteur Chrétien Chytraeus                  | temple réformé Saint-Étienne                                        | inscrit    | 1995                  | Notice no PM68001447 |       |